# Wiseton
Wiseton es un pueblo canadiense situado en la provincia de Saskatchewan.

## Superficie
Wiseton tiene una superficie de 0,71 km².

## Demografía
En 2021, tenía 64 habitantes, una densidad poblacional de 89,9 hab./km², y 48 viviendas.